# Cycas candida
Cycas candida là một loài thực vật hạt trần trong họ Cycadaceae. Loài này được K.D.Hill mô tả khoa học đầu tiên năm 2004.